# Чарльз Спрег Сарджент
Чарльз Спрег Сарджент (англ. Charles Sprague Sargent) — американський ботанік, який займався переважно дендрологією. З 1873 року він був першим директором Бостонського дендрарію Арнольда, відіграв вирішальну роль у його плануванні й керував понад 50 років до своєї смерті.

## Біографія
- 1872–1873 Сарджент був професором рослинництва в Гарвардському університеті в Кембриджі, штат Массачусетс.
- 1873–1879 Сарджент був директором Ботанічного саду.
- з 1872 був директором дендропарку Арнольда в Бостоні
- з 1879 був професором лісівництва

## Вибрані публікації
Сарджент був одним з провідних дендрологів і лісівників свого часу. Серед його численних робіт у цій галузі — «Каталог лісових дерев Північної Америки» (англ. Catalogue of the Forest Trees of North America), «Ліси Сполучених Штатів» (англ. The Woods of the United States), «Лісова флора Японії» (англ. The Forest Flora of Japan), «Сільва Північної Америки» (англ. Silva of North America) та «Посібник з дерев Північної Америки» (англ. Manual of the Trees of North America). З 1887 по 1897 рік він був директором відділу видання Garden and Forest.

## Вшанування
Чарльз Спрег Сарджент був відзначений (медалі, почесні звання) численними національними та закордонними науковими асоціаціями за заслуги в галузі ботаніки, особливо дендрології. Меморіальна дошка вшанує його в дендропарку Арнольда. На його честь названо кілька видів рослин.